# 開江郡
開江郡，中国南北朝、唐朝时设置的郡。
- 南朝梁置開江郡，属静州。治所在开江县（今广西昭平县东南马江镇），辖境约当今广西壮族自治区昭平县东南地区。南朝陈沿置，隋文帝开皇十年（590年）废除開江郡，开江县直属静州。
- 西魏恭帝三年（556年）置開江郡，属开州。治所在新浦县（今重庆开州区西南南门镇西北跳蹬场）。辖境相当今重庆市开州区等地。北周天和五年（570年）改为江会郡。
- 唐玄宗天宝元年（742年），改富州置開江郡，治所在龙平县（今广西昭平县）。下辖龙平县、思勤县（今广西省钟山县清塘镇榕木村）、開江县（今广西昭平县马江镇）。唐肃宗乾元元年（758年）复改为富州。